# Hörningsholm
Hörningsholm – miejscowość (småort) w Szwecji w gminie Sundsvall w regionie Västernorrland. Około 166 mieszkańców.